# Waiparahoaka Mountain
Waiparahoaka Mountain är ett berg i Antarktis. Det ligger i Östantarktis. Nya Zeeland gör anspråk på området. Toppen på Waiparahoaka Mountain är 1 601 meter över havet.
Terrängen runt Waiparahoaka Mountain är bergig söderut, men norrut är den kuperad. Trakten är obefolkad. Det finns inga samhällen i närheten. 